# PPG
PPG (ros. Подвижное пулемётное гнездо) – prototyp tankietki konstrukcji radzieckiej z okresu II wojny światowej, w której załoga przyjmowała pozycję leżącą.
W 1940 wrócono w ZSRR do budowy tankietek. Stało się to po doświadczeniach wyniesionych z wojny z Finlandią, która pozornie wykazała konieczność posiadania tego typu sprzętu. Wojna toczyła się w trudnych warunkach terenowych. Niejednokrotnie też działania toczyły się na lodzie zamarzniętych zbiorników wodnych. Równocześnie przeciwnik niemal nie posiadał sprzętu pancernego. W tej sytuacji posiadanie "Ruchomych gniazd karabinów maszynowych" wydawało się mieć sens.
Pojazd oznaczony Obiekt 216 lub PPG został skonstruowany w marcu 1940 w Zakładach Kirowskich w Leningradzie. Został zbudowany jedynie prototyp.